# Monika Stolz

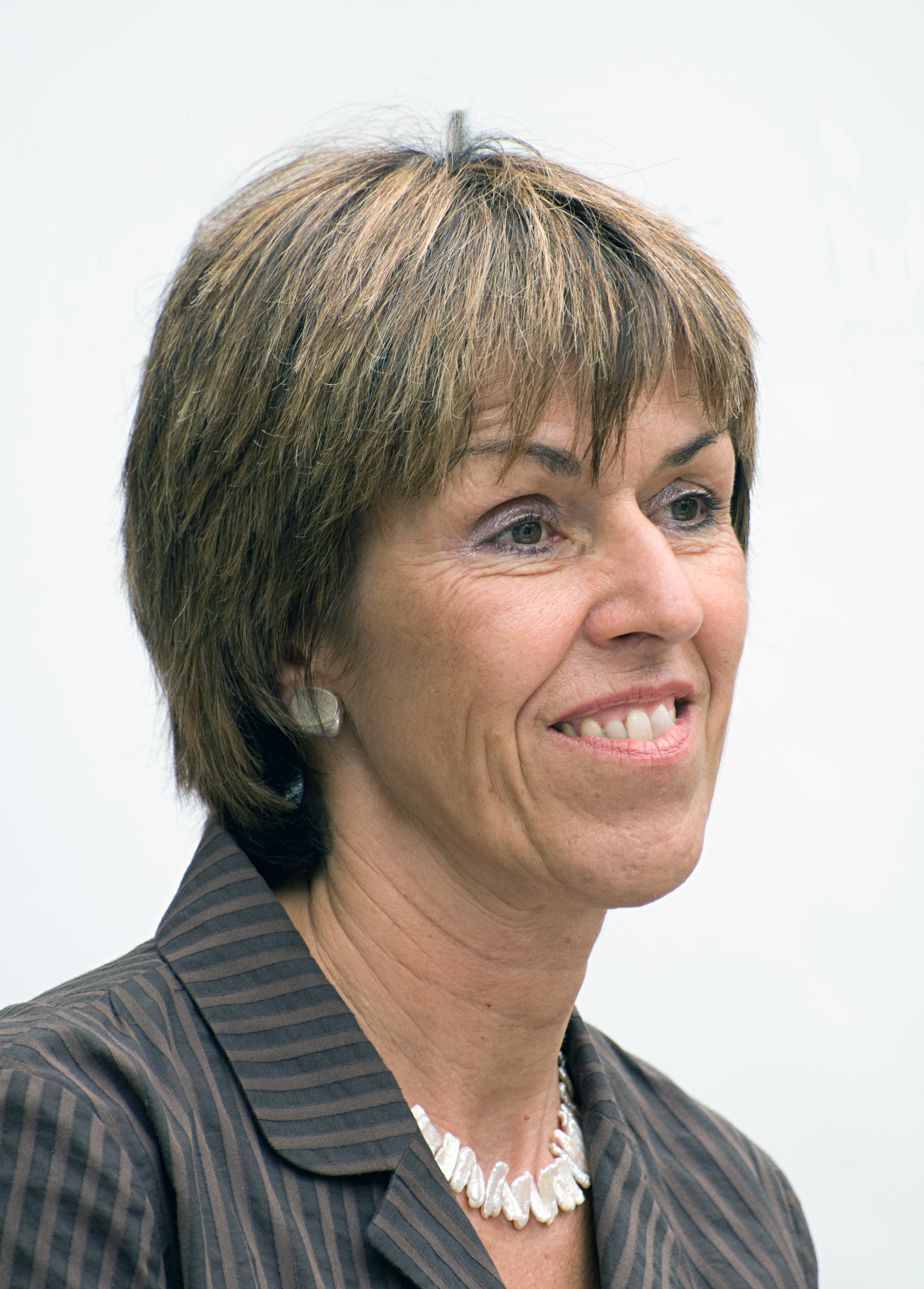
Monika Stolz im Juli 2010

Monika Stolz (* 24. März 1951 in Worms) ist eine deutsche Politikerin der CDU. Sie war von 2001 bis 2016 Mitglied des Landtags von Baden-Württemberg und von 2006 bis 2011 baden-württembergische Arbeits- und Sozialministerin.

## Beruf und Ausbildung
Nach dem Studium der Volkswirtschaftslehre in Freiburg war Monika Stolz von 1974 bis 1977 wissenschaftliche Mitarbeiterin der Konrad-Adenauer-Stiftung. 1976 bis 1983 studierte sie Humanmedizin in Gießen, Würzburg und Bonn, promovierte 1984 zur Dr. med. und war als Ärztin tätig.
Seit ihrem Ausscheiden aus der Politik im Jahr 2016 ist Stolz auf vielerlei Weise ehrenamtlich tätig. Sie ist Vorsitzende der Missbrauchskommission („Kommission sexueller Missbrauch“, KsM) des Bistums Rottenburg-Stuttgart und wurde zudem vom Rottenburger Bischof zur Vorsitzenden des Diözesancaritasrates berufen, der als kirchliches Aufsichtsgremium des Deutschen Caritasratverbandes fungiert. Stolz engagiert sich außerdem im Stiftungsrat der Stiftung St. Elisabeth (Bad Waldsee), im Zentralkomitee der deutschen Katholiken, im Rundfunkrat des Südwestrundfunks und weiteren Beiräten.
Monika Stolz ist römisch-katholischer Konfession, verheiratet und Mutter von vier Kindern.

## Politik
Ab 1989 war Stolz Stadträtin in Ulm, davon 1991 bis 1999 als Vorsitzende der CDU-Gemeinderatsfraktion und von 1989 bis 2004 Ortschaftsrätin im Ulmer Stadtteil Unterweiler.
Im Jahr 2001 wurde Stolz mit einem Direktmandat für den Wahlkreis 64 – Ulm in den Landtag von Baden-Württemberg gewählt und gehörte diesem bis 2016 an. Dort war sie von Juli 2004 bis Oktober 2005 stellvertretende Fraktionsvorsitzende der CDU-Landtagsfraktion. Bei der Landtagswahl 2016 trat sie nicht mehr an. 

### Ministerin
Von Oktober 2005 bis Januar 2006 war Stolz Politische Staatssekretärin im Landesministerium für Kultus, Jugend und Sport. Nach dem Rücktritt Andreas Renners als Arbeits- und Sozialminister wurde sie von Ministerpräsident Günther Oettinger als dessen Nachfolgerin berufen und hatte das Ministeramt von 2006 bis zum Regierungsantritt der Regierung Kretschmann 2011 inne.
2008 weigerte sie sich, ein Grußwort anlässlich des Christopher Street Days in Stuttgart zu verfassen und verwies in ihrer schriftlichen Absage an die Organisatoren unter anderem auf das gewählte Motto der Veranstaltung: „Ich glaube“.